# 小行星8938
小行星8938（英語：8938）是一颗围绕太阳公转的小行星。1997年1月9日，上田清二、金田宏在钏路市发现了此天体。
这颗小行星的绝对星等为339.4585001736361等。